# Nicolas Cleppe
Nicolas Cleppe (né le 12 décembre 1995 à Thielt) est un coureur cycliste belge.

## Biographie
Il met un terme à sa carrière cycliste à l'issue de la saison 2020,.

## Palmarès sur route

### Par année
- 2017
  - 3e de la Coupe Egide Schoeters
- 2018
  - 2e du Tour de Liège
- 2019
  - Tour de Liège :
    - Classement général
    - 5e étape

  - 3e de la Sinksenkoers Averbode

### Classements mondiaux
| Année                                 | 2019  | 2020  |
| ------------------------------------- | ----- | ----- |
| Classement mondial                    | 1853e | 1989e |
| UCI Europe Tour                       | 1219e | 1451e |
|                                       |       |       |
| Légende : nc = non classéSource : UCI |       |       |

## Palmarès en cyclo-cross
- 2012-2013
  - 3e du championnat de Belgique de cyclo-cross juniors
  - 5e du championnat du monde de cyclo-cross juniors
- 2016-2017
  - 2e du championnat de Belgique de cyclo-cross espoirs
  - 5e du championnat du monde de cyclo-cross espoirs
- 2018-2019
  - Jingle Cross #2, Iowa City